# Acacia erioclada
Acacia erioclada är en ärtväxtart som beskrevs av George Bentham. Acacia erioclada ingår i släktet akacior, och familjen ärtväxter. Inga underarter finns listade i Catalogue of Life.